# Dolls and Dolls
«Dolls and Dolls» (titulado «Chicas y chicas» en España) es el vigesimoprimer episodio de la quinta temporada de la serie de televisión estadounidense Will & Grace. Escrito por Kari Lizer y dirigido por James Burrows, se estrenó originalmente en Estados Unidos el 24 de abril de 2003 por el canal NBC. Madonna fue la estrella invitada, lo que marcó su debut en una serie de televisión; la cantante aceptó aparecer con las condiciones de no interpretarse a sí misma y filmar sus escenas con Karen, el personaje de la actriz Megan Mullally.
En el episodio, Karen piensa que necesita pasar tiempo con «personas reales», por lo que conoce a una oficinista peculiar llamada Liz (Madonna) y se convierte en su compañera de cuarto. Mientras tanto, cuando Will (Eric McCormack) se tuerce el tobillo, desarrolla el hábito de tomar demasiados analgésicos, y su drástico cambio de personalidad hace que Grace (Debra Messing) y Jack (Sean Hayes), preocupados, intervengan e interfieran.
Tras su emisión, recibió una cuota de pantalla de 11.7/18 y atrajo a 17.7 millones de espectadores estadounidenses, lo que supuso un incremento de audiencia con respecto al episodio anterior, «Leo Unwrapped». No obstante, obtuvo reseñas variadas de los críticos; las mismas se centraron en la actuación de Madonna, que atrajo opiniones tanto favorables como negativas. Aun así, su participación fue incluida años después en algunas listas de los mejores cameos de la serie.

## Sinopsis
Tras divorciarse, Karen (Megan Mullally) considera que le gustaría pasar tiempo con «personas reales», por lo que, luego de ver un anuncio que solicitaba un compañero de cuarto, decide ser la compañera de alguien. Visita a Liz (Madonna), una oficinista peculiar y quien puso el anuncio. Al conocerla, Karen queda intrigada por su personalidad y acepta ser su compañera de cuarto. Acuden a un bar en busca de hombres y, mientras están allí, descubren que a ambas les gusta el mismo sujeto, lo que hace que se peleen por él y como resultado ya no sean bienvenidas al bar. Las dos regresan a casa y Liz ya no quiere ser compañera de Karen. Esta última, sin éxito, intenta cambiar su opinión, pero Liz le exige que le firme un cheque al propietario, Walker Property Management, por su parte del alquiler. Sin que Liz lo sepa, Karen es la dueña del complejo de apartamentos y decide que no quiere a Liz como inquilina.
Mientras tanto, cuando Will (Eric McCormack) se tuerce el tobillo, comienza a tomar analgésicos según lo recetado por su médico para aliviar el dolor. No obstante, sus amigos Grace (Debra Messing) y Jack (Sean Hayes) empiezan a ver cambios en su personalidad, como el hecho de que no va a trabajar o no reacciona ante un apartamento desordenado, cuando él está obsesionado compulsivamente con la limpieza. Un día, se da cuenta de que su frasco de pastillas ha desaparecido y empieza a buscarlo, sin saber que Grace y Jack se lo han robado. Ambos creen que ha desarrollado un problema, por lo que deciden no devolverle el frasco. Al final, Will admite su situación y les promete a sus amigos que dejará de tomarlas.

## Producción
En enero de 2003, el presidente de NBC Entertainment, Jeff Zucker, anunció en una gira de prensa de la Television Critics Association en Los Ángeles que la cantante estadounidense Madonna aparecería en un episodio de Will & Grace, noticia que fue confirmada en el sitio web oficial de la cantante ese mismo mes. El coproductor ejecutivo Tim Kaiser le comentó a TV Guide que pasó dos años intentando que Madonna apareciera en el programa. Entre «algunas ilusiones y un poco de diplomacia entre bastidores», le envió arreglos de rosas inglesas con una invitación y cintas de episodios en los que habían participado otras estrellas como Matt Damon y Michael Douglas, pues le habían informado previamente que ella no tenía televisor ni tampoco sabía que existía Will & Grace. Ante la posibilidad de que aceptara, Kaiser y los otros productores ejecutivos de la serie, Jeff Greenstein y Jhoni Marchinko, crearon una serie de posibles tramas para el episodio, entre ellas una en la que la cantante sería una alumna de la clase de actuación de Jack. El productor señaló que, tras varias ideas, Madonna aceptó aparecer siempre y cuando no tuviera que interpretarse a sí misma, de manera que actuó como Liz, una «gerente de oficina egocéntrica y codiciosa» que trabaja en una discográfica de venta por correspondencia y se convierte en la compañera de cuarto de Karen.
Madonna filmó sus escenas el 18 de marzo en Los Ángeles; con ello, se sumó a una larga lista de celebridades que habían participado anteriormente en el programa, cuyo propósito era aumentar los índices de audiencia debido a que, en palabras de Faye Zuckerman de The Telegraph-Herald, «seguía marchitándose a la sombra de Friends». Su aparición marcó su debut en una serie de televisión. En el capítulo, Liz «sacude» el mundo de Karen y comparten muchas de sus excentricidades, entre ellas su gusto por los hombres. Según Ken Tucker de Entertainment Weekly, el nombre de su personaje era un «guiño» a la publicista de la cantante, Liz Rosenberg. Kaiser admitió que Madonna «tenía algunos nervios», pero que fue «una verdadera profesional» en el set. Durante el rodaje, el público en el estudio estaba tan «histérico» por su presencia que debió grabar su entrada varias veces. La comediante Sandra Bernhard, quien mantuvo una amistad con la cantante, presenció la filmación. En una entrevista con el programa de noticias de entretenimiento Access Hollywood, Madonna llamó a la serie «muy graciosa, muy bien escrita»; añadió que le había encantado el personaje de Megan Mullally —Karen— y aceptó aparecer con la condición de que sus escenas fueran con la actriz.
| Fue simplemente surrealista haberla conocido y experimentarla como ser humano. Siempre ha sido un poco misteriosa, así que fue interesante verla fuera de su elemento y en el nuestro. Yo había sido admirador de ella cuando era niño durante mucho tiempo. [No recordaba nuestros nombres] y no sé si eso fue cierto o no, o si nos estaba poniendo a prueba. Creo que le gusta poner a prueba a mucha gente. Pero era perfectamente encantadora, conocía sus líneas y fue una invitada muy divertida. —Sean Hayes sobre trabajar con Madonna. |

Sobre su experiencia en un set de comedia, admitió haberse divertido grabando sus escenas y mencionó que lo más difícil de rodar ante un público en vivo fue recordar sus líneas: «Ensayábamos, ensayábamos, ensayábamos y finalmente tenía todo memorizado. Luego salían con estas cosas realmente largas y yo pensaba "nunca recordaré [el diálogo]"». Además, afirmó que era más espontáneo que hacer una película y que estaría dispuesta a hacerlo de nuevo, siempre que «pueda ayudar a otras personas»; agregó: «Es genial, es como el teatro, porque tienes un público en vivo y solo tienes una semana para prepararte, además de que todos los días cambian todo». Su representante, Caresse Henry, negó que ella haya aprovechado la oportunidad de aparecer en la serie como una forma de «justificar» su carrera como actriz tras el fracaso crítico y comercial de su última película, Swept Away (2002); al contrario, insistió en que lo hizo para «mostrar su lado cómico, porque es muy divertida, no para redimirse». Se informó además que su aparición fue para promocionar su noveno álbum de estudio American Life, cuyo lanzamiento había coincidido con el estreno del episodio. En 2017, Debra Missing reveló en una entrevista con Jimmy Kimmel que Madonna pensó que «Will» y «Grace» eran los nombres reales de Eric McCormack y Missing, respectivamente, los protagonistas de la serie, y no podía recordar sus nombres verdaderos; agregó en broma: «¿Por qué debería hacerlo? ¿A quién le importa? ¡Está haciendo nuestro programa!».

## Estreno y recepción
«Dolls and Dolls» es el vigesimoprimer episodio de la quinta temporada de Will & Grace, escrito por Kari Lizer y dirigido por James Burrows, uno de los productores ejecutivos. Se estrenó originalmente en Estados Unidos el 24 de abril de 2003 por el canal NBC, en el horario de las 9 p. m. (ET/PT). En Reino Unido e Irlanda, salió al aire un día después en Channel 4; por su parte, en España se emitió en La 2 bajo el título «Chicas y chicas». A diferencia de los capítulos habituales de la serie, que duraban alrededor de media hora, para «Dolls and Dolls» la duración se extendió a cuarenta minutos y fue publicitado como un episodio «de gran tamaño». Posteriormente, se incluyó en el DVD de la temporada, puesto a la venta en Estados Unidos en agosto de 2006.

### Audiencia
Tras su emisión, obtuvo una cuota de pantalla de 11.7/18 y atrajo a 17.7 millones de espectadores estadounidenses, lo que supuso un incremento con respecto al episodio anterior, «Leo Unwrapped», que fue visto por 14.7 millones de personas en el país. Fue el segundo programa más visto en su horario, detrás de «Last Laugh» de CSI: Crime Scene Investigation, y superó a otros como Survivor de la CBS; sin embargo, estuvo por detrás del episodio que contó con la participación de Demi Moore —emitido en febrero de 2003 y que tuvo un millón de espectadores más— y de Matt Damon —con 25 millones de televidentes—.
El episodio finalizó en el décimo lugar en la lista del horario de máxima audiencia de Estados Unidos durante la semana del 21 al 27 de abril, según Nielsen Media Research. Inmediatamente después de su emisión, salió al aire un especial de quince minutos titulado «The Guest Star Clip Show» y conducido por Eric McCormack, quien presentaba videoclips de episodios de 1998 a 2003 en los que aparecían otras estrellas invitadas como Michael Douglas, Matt Damon, Kevin Bacon, Cher, Demi Moore, Sandra Bernhard, Beau Bridges, Lesley Ann Warren y Joan Collins; recibió una cuota de pantalla de 11.1/16 y fue visto por 16.9 millones de estadounidenses.

### Recepción crítica
En términos generales, «Dolls and Dolls» obtuvo reseñas variadas de los críticos; las mismas se centraron en la actuación de Madonna, que atrajo comentarios tanto favorables como negativos. Por ejemplo, la biógrafa Michelle Morgan consideró su participación «extremadamente divertida» y señaló que «mostró un lado que quizás algunos no sabían que existía; el de poder reírse de sí misma». Joel Brown de The Dispatch sugirió que «verla interpretar a la nueva y extraña compañera de cuarto de Karen debe ser delicioso», y Hal Boedeker del periódico The Hour comentó que hizo una «aparición arrasadora». Un crítico del Sunday Independent opinó que «se esfuerza por interpretar a alguien con sentido del humor», mientras que Roger Catlin de Hartford Courant escribió que, a pesar de que nunca tuvo éxito en la pantalla grande, «resulta que es perfecta como la nueva compañera de cuarto de Karen», con «momentos precisos de bromas autorreferenciales. ¿Hay una serie en su futuro?». Jeffrey Robinson de DVD Talk afirmó que la quinta temporada tuvo historias y situaciones «divertidas con grandes estrellas invitadas como Madonna».
Por el contrario, Austin Smith del New York Post no quedó satisfecho con el episodio ni con su interpretación; declaró que ella «demuestra que hará casi cualquier cosa para llamar la atención, incluida la participación en un programa tonto como Will & Grace. [...] Madonna no se hizo ningún favor al aceptar participar en un truco barato y desesperado por subir la audiencia. Además, un papel tan pequeño en una comedia de televisión muy importante, aunque insignificante, no hará nada para borrar los malos recuerdos de las actuaciones en la mayoría de sus películas». Si bien el autor resaltó que no era una comediante «terrible» y que había dicho sus líneas «con habilidad» y «entusiasmo admirable», sintió que el episodio terminó siendo «mediocre, vago, artificial y vulgar, lo habitual en Will & Grace». Ken Tucker de Entertainment Weekly lo calificó como «uno de los peores, aunque fascinantes, cameos de celebridades que he presenciado». Añadió que «la Madonna como actriz de televisión venció a la Madonna como actriz de cine, principalmente porque hizo pareja con una profesional como Mullally y porque tuvo menos tiempo en pantalla que en su última película, Swept Away». Kevin McDonough de Eugene Register-Guard declaró que su aparición era «claramente una repetición» de los cameos anteriores de Cher. En este sentido, observó que los cameos de esta última «tenían sentido dada la obsesión de Jack con la estrella», sumado a que «tiene una habilidad para reírse de sí misma que Madonna nunca ha exhibido. Seamos sinceros. [Ella] no ha actuado en nada parecido a una comedia desde Desperately Seeking Susan en 1985». Un editor de The Times señaló que Will & Grace se estaba convirtiendo en los «nuevos» Friends con todas las estrellas invitadas que hubo en la quinta temporada, como Demi Moore, Minnie Driver y Madonna.
En reseñas retrospectivas, Entertainment Weekly concluyó que su aparición no «es una actuación que borre los recuerdos de Swept Away u otra mala actuación de ella —pronuncia sus líneas como si estuviera en trance, con los ojos entrecerrados— pero de todas formas es extrañamente convincente». Su participación figuró en las listas de los mejores cameos de Will & Grace de Hypable, The Daily Telegraph y W; Kyle Munzenrieder, de la última publicación, comentó que su personaje estaba destinado a ser «exactamente lo opuesto a Madonna». En septiembre de 2017, tras el regreso de Will & Grace a la televisión, Jen Chaney de la revista Vulture consideró a «Dolls and Dolls» uno de los quince mejores episodios de la serie. Ese mismo mes, Adam White de The Daily Telegraph publicó un artículo sobre los mejores momentos del personaje Karen Walker e incluyó la escena del capítulo en la que, dentro de una lavandería, golpea la puerta de vidrio de una lavadora y pregunta «¿dónde están los peces?».